# Pontiac (marka samochodów)

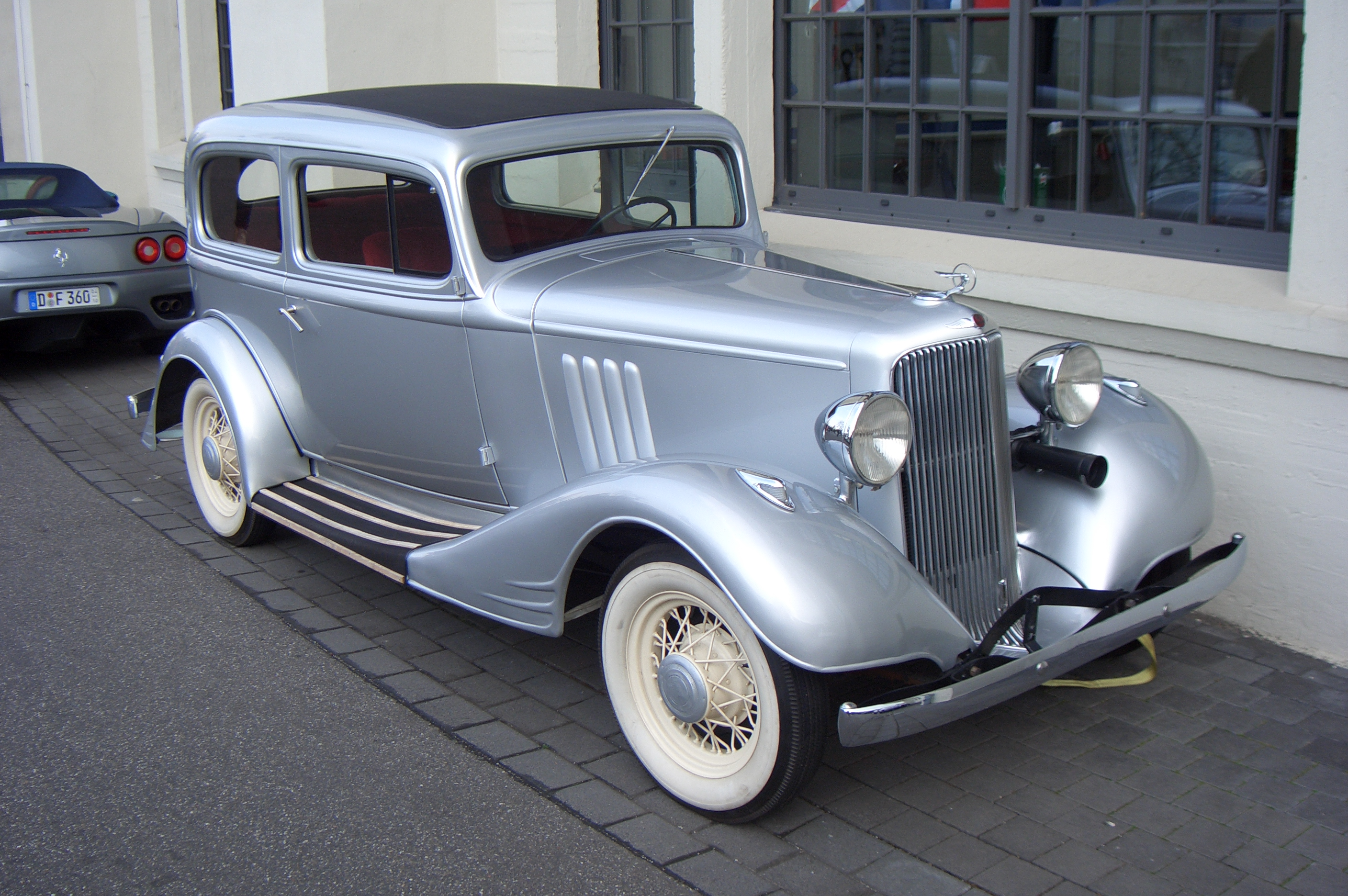
Pontiac Economy Eight

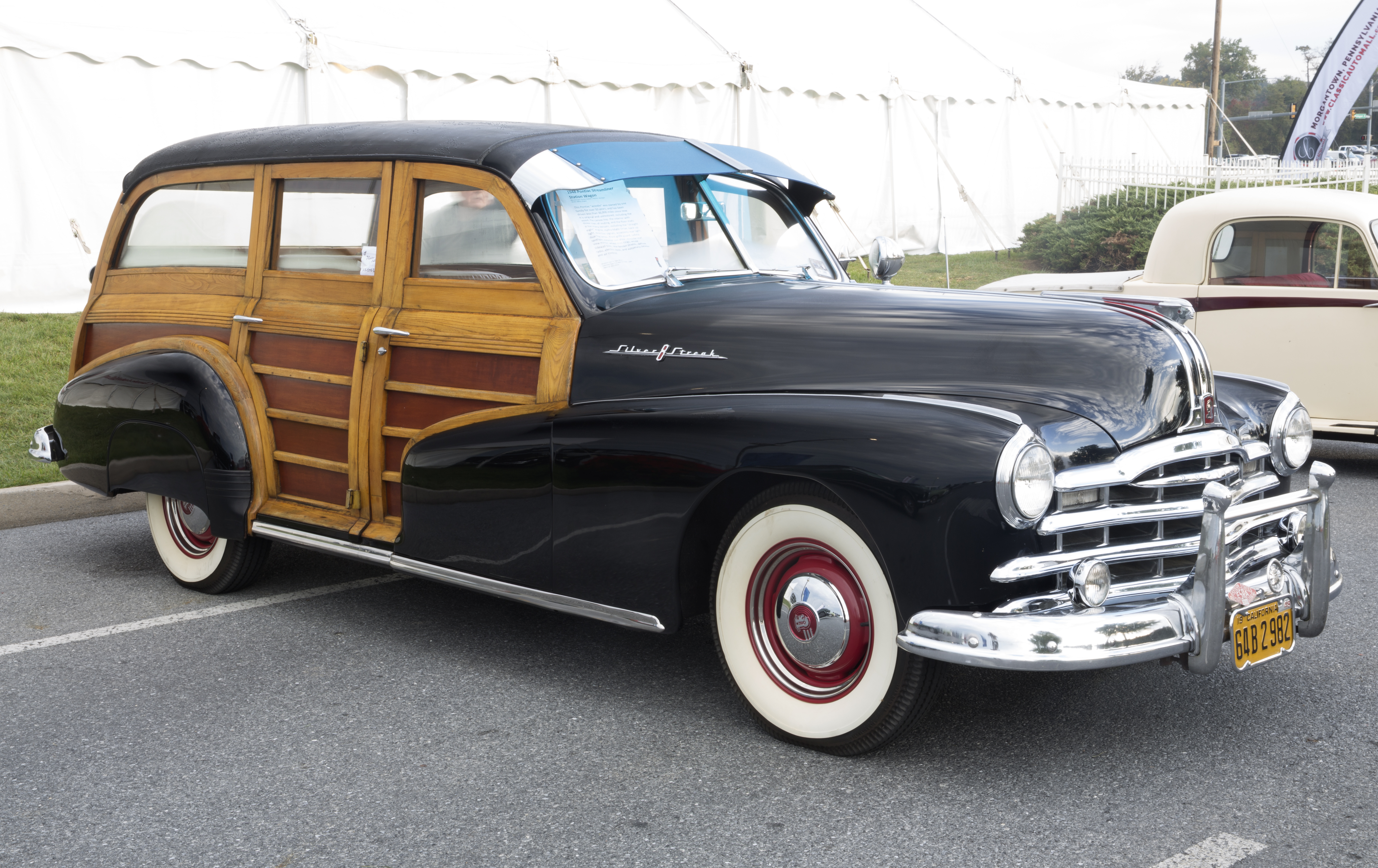
Pontiac Streamliner

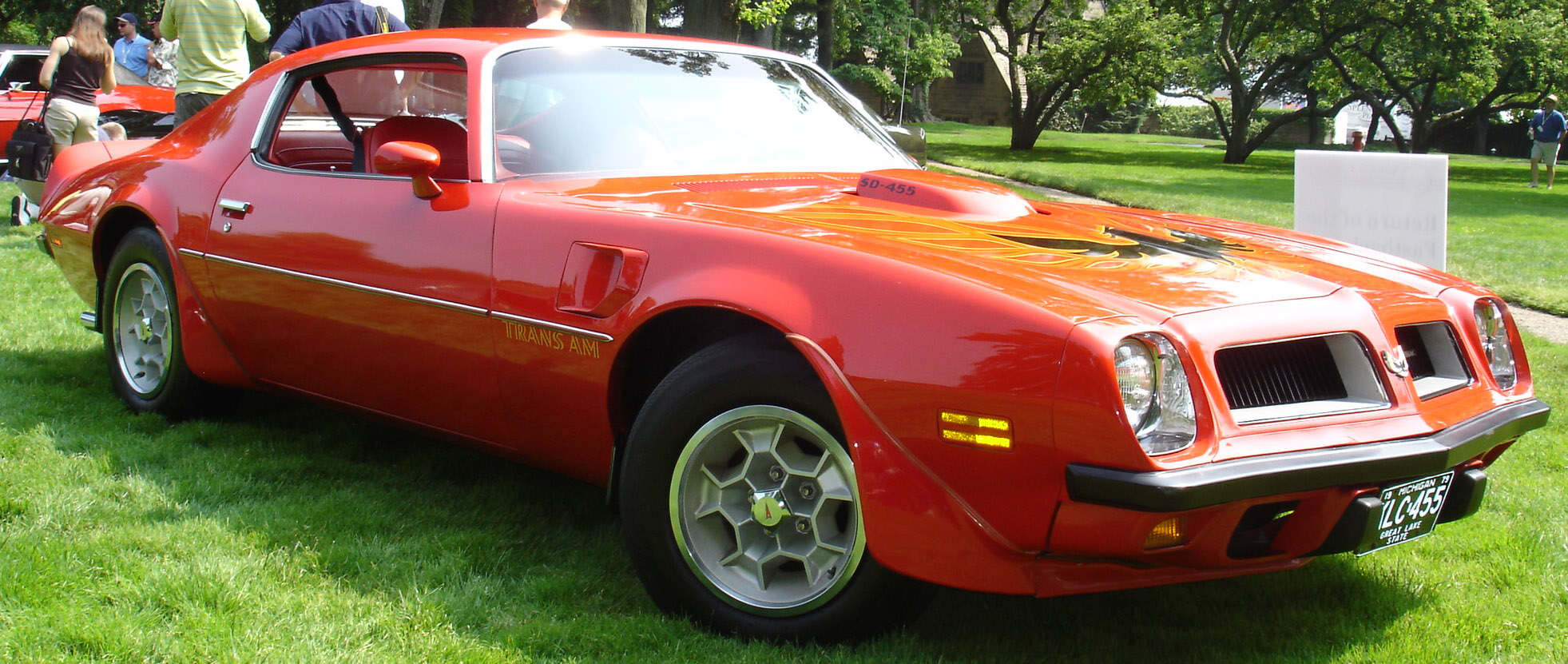
Pontiac Trans Am

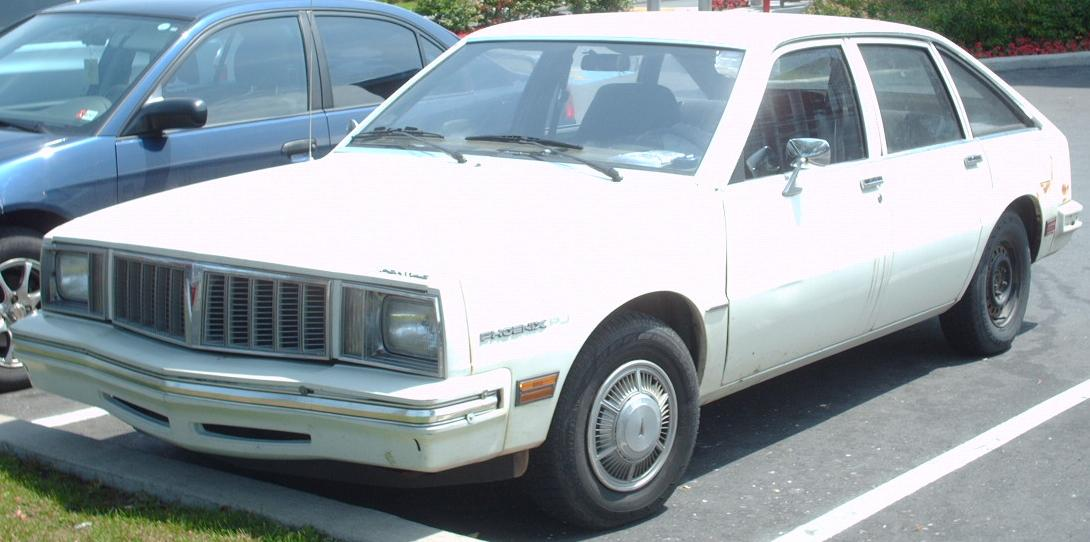
Pontiac Phoenix

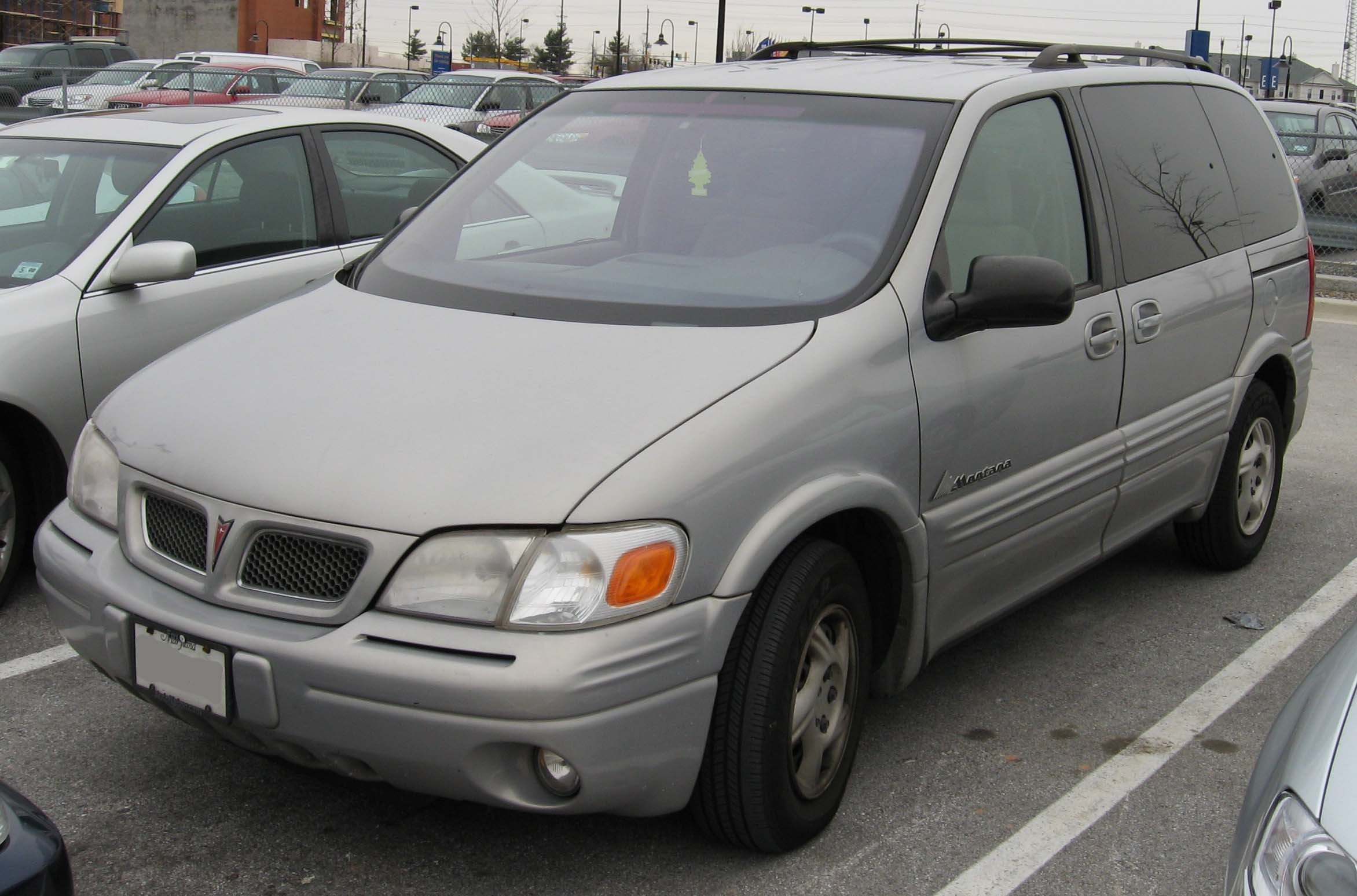
Pontiac Montana

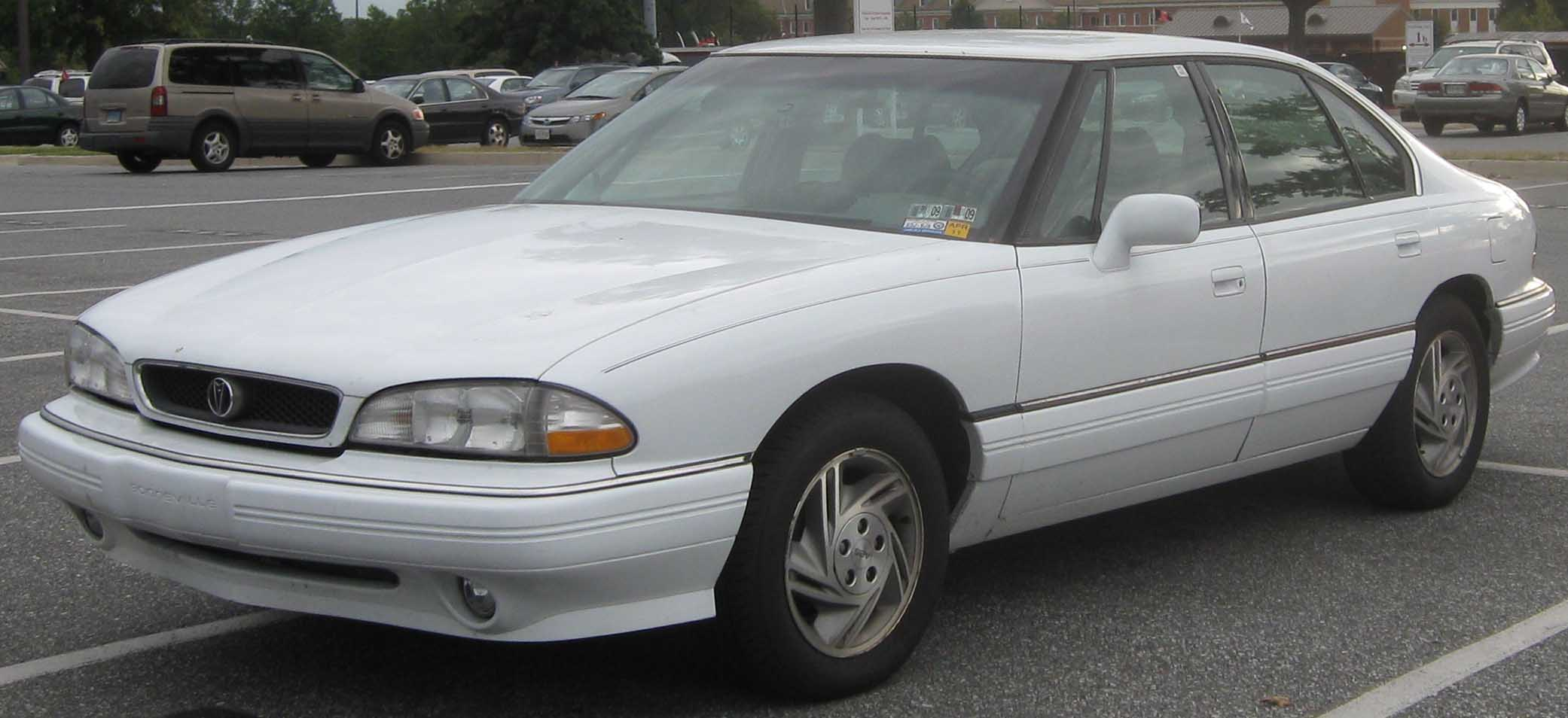
Pontiac Bonneville

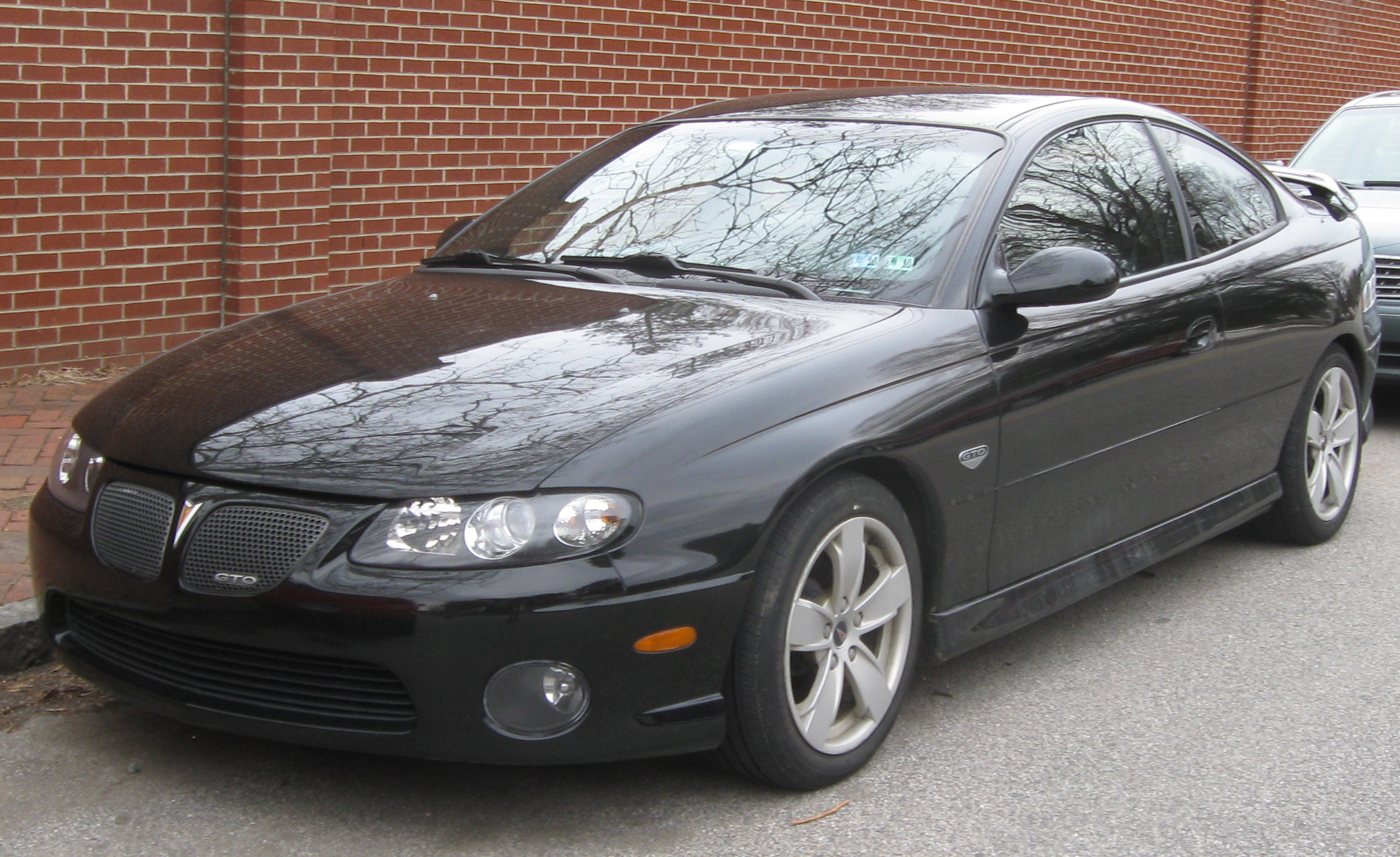
Pontiac GTO

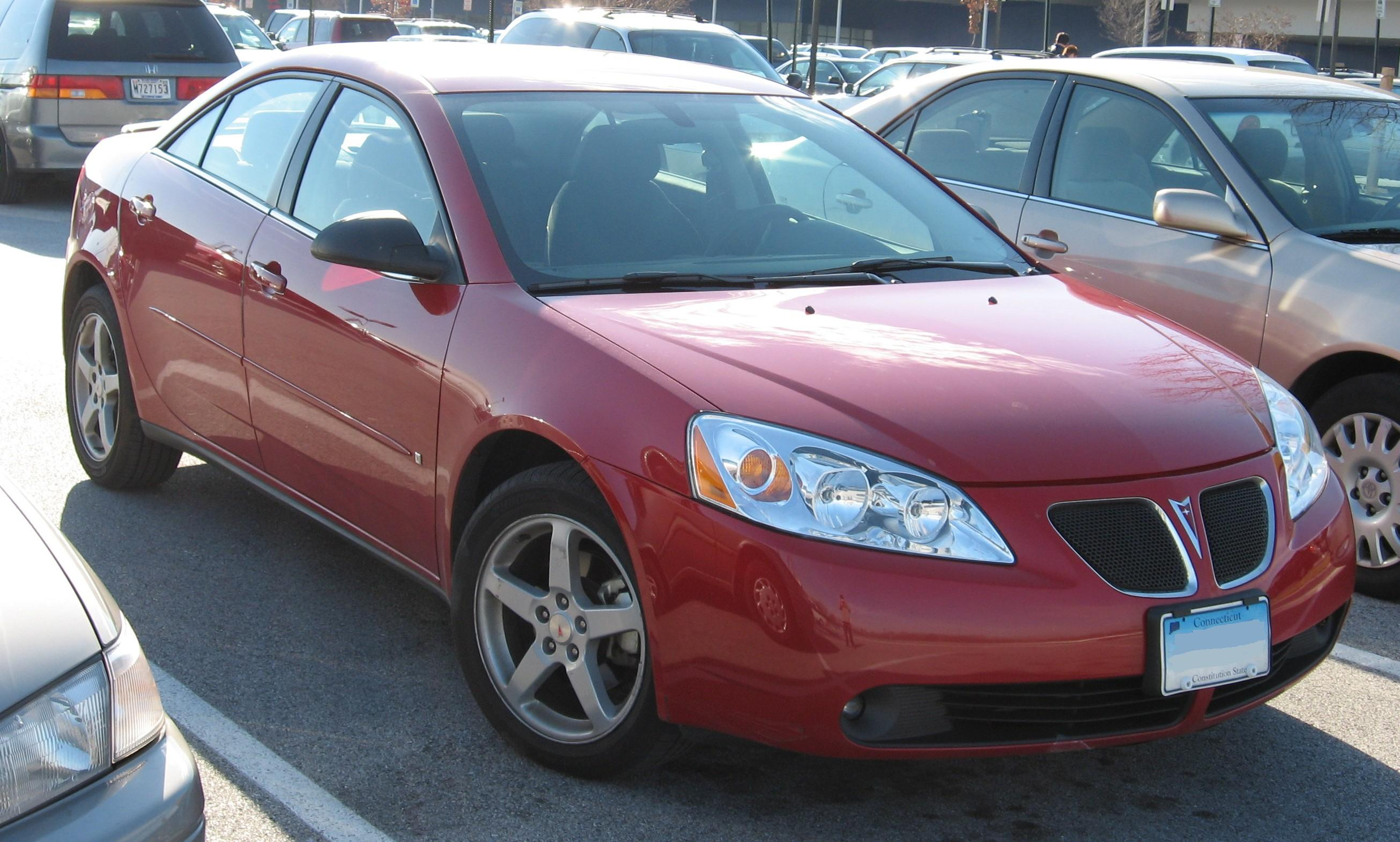
Pontiac G6

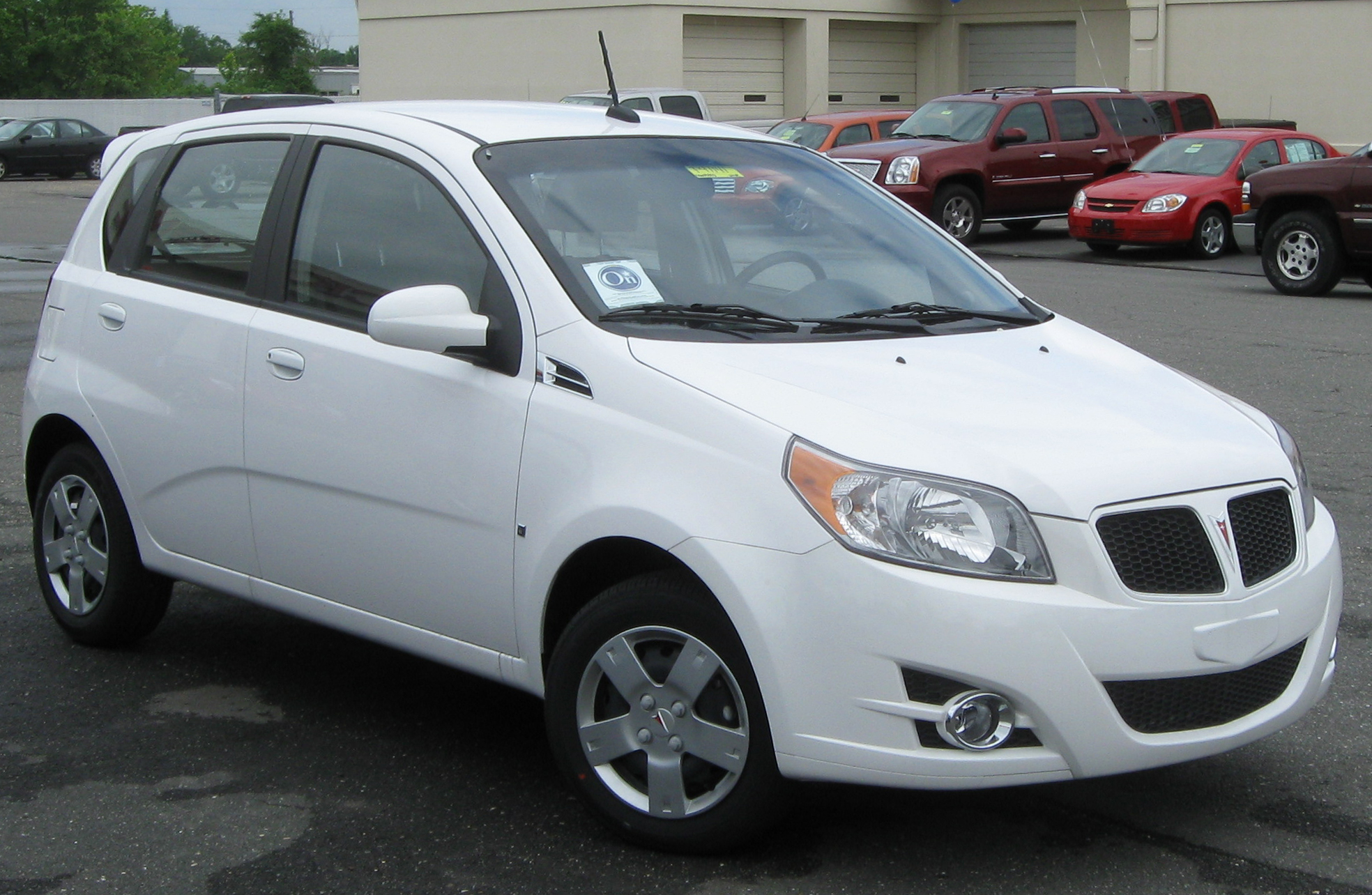
Pontiac G3

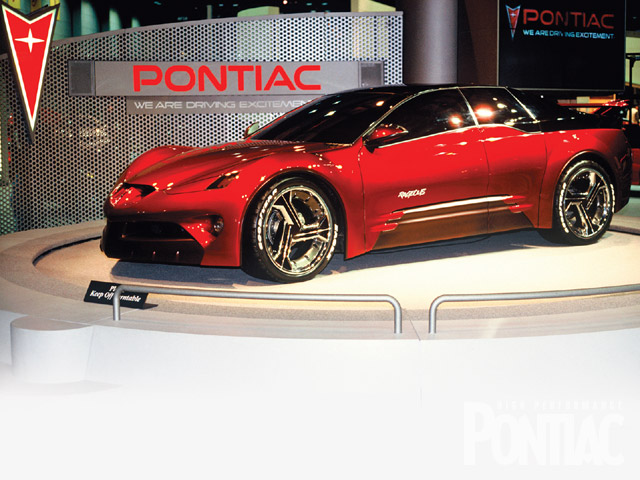
Pontiac Rageous Concept

Pontiac – dawny amerykański producent samochodów osobowych, z siedzibą w Detroit, działający w latach 1926–2010. Należał do amerykańskiego koncernu General Motors.

## Historia
Nazwa marki pochodzi od Pontiaca, wodza Indian z plemienia Ottawów, przywódcy powstania z XVIII w. Marka Pontiac po raz pierwszy została użyta przez firmę Oakland w 1906 roku, jednak nie zyskała zbytniej popularności. W 1909 General Motors przejęło Oaklanda. W połowie lat dwudziestych, między Chevroletem i Oakland istniała znaczna różnica cenowa. Podobna luka produktowa wystąpiła pomiędzy markami Buick i Cadillac. Zarząd General Motors postanowił wypełnić niszę rynkową, wprowadzając cztery nowe marki.
Oakland reaktywował Pontiaca w 1926 roku. Pojazdy cechowały się niewielkimi rozmiarami, lecz posiadały 6-cylindrowy silnik własnej konstrukcji. Pontiac był pierwszą z wprowadzonych marek towarzyszących, w pierwszym roku sprzedał 49 875 pojazdów. W 1929 GM sprzedał o 163 000 więcej pojazdów marki Pontiaców niż Oakland, który został wyparty całkowicie podczas wielkiego kryzysu w latach 30. Pontiac był jedyną z czterech marek, która przetrwała.
Pod koniec lat 50. Pontiac miał te same problemy, co Oldsmobile w latach 80. XX w., tzn. postrzegany był jako marka samochodów dla emerytów. Zarząd postanowił ratować swój oddział i zmienić dotychczasowy wizerunek. Po zaprezentowaniu udanych modeli GTO (1964) i Firebird (1967) powoli zaczęto kreować Pontiaca na markę samochodów o sportowym charakterze. Hasło reklamowe Pontiac, Driving Excitement (z ang.: Pontiac, ekscytująca jazda; dosł: ekscytacja prowadzeniem) zdaje się potwierdzać, że ten oddział tak jest nadal traktowany.
Pod względem cenowym Pontiac sytuowany był pomiędzy markami Chevrolet i Buick.
Główny zakład produkcyjny znajdował się w mieście Pontiac, w stanie Michigan, nieopodal Detroit.

### Likwidacja
27 kwietnia 2009 roku na konferencji prasowej koncern General Motors ogłosił oficjalnie rezygnację z marki, spowodowaną sporymi problemami finansowymi koncernu GM. Pracę w zakładach Pontiaca straciło około 7500 osób. Marka zniknęła z rynku w 2010 roku. W tym też roku zakończyła się produkcja wszystkich modeli marki. Ostatni pojazd na rynek amerykański powstał 24 listopada 2009. Był to Pontiac G6 sedan w kolorze białej perły.

## Modele samochodów

### Historyczne
- New Series (1926–1928)
- Big Six (1929–1932)
- Economy Eight (1933–1935)
- Standard (1935–1936)
- Deluxe (1935–1940)
- Torpedo (1939–1948)
- Streamliner (1941–1951)
- Chieftain (1949–1958)
- Pathfinder (1954–1958)
- Star Chief (1954–1966)
- 2+2 (1964–1967)
- Grande Parisienne (1966–1969)
- Tempest (1960–1970)
- Executive (1966–1970)
- Strato-Chief (1955–1970)
- GTO (1964–1974)
- Grand Ville (1971–1975)
- Astre (1972–1977)
- Ventura (1971–1977)
- Grand Safari (1971–1978)
- Can Am (1977–1978)
- Catalina (1959–1982)
- Laurentian (1955–1981)
- LeMans (1962–1983)
- Phoenix (1979–1984)
- Parisienne (1982–1986)
- Acadian (1975–1987)
- Fiero (1984–1988)
- Safari (1986–1989)
- Sunburst (1984–1988)
- Tempest (1987–1991)
- 6000 (1981–1991)
- LeMans (1988–1993)
- Sunbird (1985–1994)
- Trans Sport (1989–1996)
- Sunrunner (1994–1998)
- Firefly (1985–2001)
- Firebird (1967–2002)
- Trans Am (1969–2002)
- Bonneville (1957–2005)
- Grand Am (1973–2005)
- Sunfire (1995–2005)
- Aztek (2000–2005)
- GTO (2004–2006)
- G4 (2005–2007)
- Grand Prix (1962–2008)
- Montana (1996–2008)
- Matiz (2000–2009)
- Vibe (2002–2009)
- G6 (2004–2009)
- G3 (2005–2009)
- G5 (2005–2009)
- Solstice (2005–2009)
- Torrent (2005–2009)
- G8 (2007–2009)

### Modele koncepcyjne
- GTO (1999)
- Solstice Concept (2002)
- Solstice WCR (2005)